# Elsina Hidersha
Elsina Hidersha (* 15. März 1989 in Rehovica, Kreis Skrapar, Albanien; † 28. Februar 2011 in Tirana, Albanien), besser bekannt unter ihrem Künstlernamen Emmy, war eine albanische Sängerin. Ihre größten Erfolge waren Pse Të Dua Ty, A Ma Jep, Rastësisht U Pamë und Let It Play.

## Tod
Emmy wurde in der Nacht vom 26. Februar 2011 in der Nähe eines Pubs in Tirana von ihrem Ex-Freund Haziz Kelmendi, einem kosovarischen Geschäftsmann, mit seinem Auto angefahren. Nach der Polizei von Tirana handelte Kelmendi wegen Eifersucht. Emmy wurde sofort ins Militärspital Tirana eingeliefert. Sie hatte schwere Schädelfrakturen und Gehirnschädigungen. Daraufhin fiel sie ins Koma und starb am Morgen des 28. Februar 2011 im Spital. Gegen Kelmendi wurden gerichtliche Verfahren aufgrund dieses Femizids eingeleitet.